# Psila amurensis
Psila amurensis är en tvåvingeart som beskrevs av Shatalkin 1986. Psila amurensis ingår i släktet Psila och familjen rotflugor. Inga underarter finns listade i Catalogue of Life.